# Dax Harwood
David Michael Harwood (Whiteville, 30 de junho de 1984) é um lutador de luta livre profissional americano. Ele atualmente trabalha para a AEW sob o nome de ringue Dax Harwood, onde é o atual campeão Mundial de Duplas da AEW ao lado de Cash Wheeler. Ele também é conhecido por sua passagem pela WWE sob o nome no ringue Scott Dawson. Junto com Dash Wilder foi por duas vezes campeão de duplas do NXT, duas vezes campeão de duplas do Raw, uma vez campeão de duplas do SmackDown, e uma vez campeão 24/7.

## Na luta livre
- Movimentos de finalização
  - Inverted figure four leglock
  - Leg hook saito suplex
- Movimentos secundários
  - DDT
  - Dragon screw legwhip
  - Front dropkick em um oponente sentado
  - Shin breaker
  - Short-arm clothesline
  - Soco falso transicionado em um snap DDT
  - Slingshot suplex
  - Spinebuster
- Com Dash Wilder
  - Movimentos de finalização da dupla
    - Shatter Machine (Flapjack de Dawson seguido de um double knee facebreaker de Wilder)
- Managers
  - Sylvester Lefort
- Alcunhas
  - "Captain Roughneck"[4]
  - "Southern Beef"[5]
- Temas de entrada
  - "Southern Proud" por CFO$ (NXT; 13 de maio de 2015 – presente; usado enquanto fazia parceira com Dash Wilder)

## Campeonatos e prêmios
- All Elite Wrestling
  - AEW World Tag Team Championship (1 vez) - com Cash Wheeler
- American Championship Pro Wrestling
  - ACPW Heavyweight Championship
- Lucha Libre AAA Worldwide
  - AAA World Tag Team Championship (1 vez, atual) - com Cash Wheeler
- Pro Wrestling Illustrated
  - PWI o colocou na 134ª posição dos 500 melhores lutadores na PWI 500 em 2017[6]
- WWE
  - NXT Tag Team Championship (2 vezes) – com Dash Wilder
  - WWE Raw Tag Team Championship (2 vezes) - com Dash Wilder
  - WWE SmackDown Tag Team Championship (1 vez) - com Dash Wilder
  - WWE 24/7 Championship (1 Vez) - com Dash Wilder
  - NXT Year-End Award (2 vezes)
    - Luta do ano (2016) com Dash Wilder vs #DIY (Johnny Gargano e Tommaso Ciampa) em uma two-out-of-three falls match pelo NXT Tag Team Championship no NXT TakeOver: Toronto
    - Dupla do ano (2016) com Dash Wilder